# Válega
Válega is een plaats (freguesia) in de Portugese gemeente Ovar en telt 6742 inwoners (2001).